# Talijanska Istočna Afrika
Talijanska Istočna Afrika (talijanski: Africa Orientale Italiana, AOI) bila je kratkotrajna talijanska kolonija u Africi koja se sastojala od Etiopije (okupirane u drugom talijansko-abesinskom ratu i kolonija Talijanske Somalije i Eritreje. U kolovozu 1940. Britanska Somalija je osvojena i pripojena AOI-u. Ponekad se dijelom ove kolonije smatra i Libija koja je bila posebna talijanska kolonija.

## Uprava
Na čelu vlade kolonije bio je talijanski potkralj, a na čelu države bio je kralj Italije. Kolonija je kraljevskim proglasom 1. lipnja 1936. podijeljena na pet dijelova.
| Guvernatorat | Glavno mjesto | Stanovništvo  | Oznaka | Napomena                                                               |
| ------------ | ------------- | ------------- | ------ | ---------------------------------------------------------------------- |
| Amhara       | Gondar        | oko 2.000.000 | AM     |                                                                        |
| Eritreja     | Asmara        | oko 1.000.000 | ER     |                                                                        |
| Harar        | Harar         | 1.300.000     | HA     |                                                                        |
| Galla-Sidama | Gimma         | 1.600.000     | GS     |                                                                        |
| Scioa        | Addis Abeba   | 300.000       | SC     | do 1938. Governo di Addis Abeba (AA)                                   |
| Somalia      | Mogadiscio    | 1.300.000     | SOM    | Migiurtina i Obbia bili su lokalni sultanati pod talijanskom kontrolom |

Amhara, Galla-Sidama i Harar prije su bili dijelovi Etiopskog Carstva.

## Povijest
Ova kolonija stvorena je 1936. tijekom Mussolinijevog fašističkog režima u Italiji, talijanskom pobjedom protiv Etiopije u drugom talijansko-abesinskom ratu, nakon čega su dvije odvojene kolonije Eritreja i Talijanska Somalija spojeni zajedno s Etiopijom u Talijansku Istočnu Afriku s Adis Abebom kao glavnim gradom. Italija je ovu koloniju izgubila nakon istočnoafričkog pohoda u drugom svjetskom ratu.

### Drugi svjetski rat
U lipnju 1940., početkom talijanskih akcija u Drugom svjetskom ratu, AOI je bio moguća prijetnja britanskim interesima u Africi. Uspješan talijanski napad iz AOI-a preko Sudana bi mogao teritorijalno povezati ovu koloniju s drugom talijanskom kolonijom Libijom, čime bi se izolirali važni položaji Britanaca u Egiptu i Sueski kanal. S druge strane, AOI je bio izoliran od Italije jer je kolonija bila okružena britanskim snagama u Sudanu, Keniji i Britanskoj Somaliji. Također je i morski pristup koloniji bio onemogućen britanskom mornaricom koja je držala i Sueski kanal. Zalihe su u koloniju stizale zračnim putem i u malim količinama.
Početkom istočnoafričkog pohoda, talijansku vojsku u koloniji je činilo 291 000 vojnika, uključujući i domorodačke vojnike koji su bili slabo uvježbani. Također su i talijanski garnizoni bili previše udaljeni i loše povezani, a bili su i nedovoljno opskrbljeni municijom i gorivom.
Godine 1940., talijanske snage su okupirale i Britansku Somaliju i priključile je Talijanskoj Istočnoj Africi. Ovo je bila jedina pobjeda u ratu koje je Italija dobila sama, bez njemačke pomoći. Ova okupacija je trajala oko godinu dana.
Dana 27. ožujka 1941., grad Keren koji je bio talijansko uporište, osvojili su Britanci. Nakon što je nekoliko dana poslije pala i Masava, Italije je izgubila Eritreju. Rat je izgubljen u svibnju 1941., kad su pobijeđene talijanske snage kod Amba Alagija. U studenom te godine su se predali general Guglielmo Nasi i zadnje talijanske snage u Gondaru.
Nakon pada Gondara, mnogi članovi talijanske vojske odlučili su se na gerilsko ratovanje. Gerilska skupina sastojala se od oko 7000 vojnika koji se nisu htjeli predati Saveznicima. Oni su skoro dvije godine čekali dolazak talijanske i njemačke vojske pod vodstvom Rommela, ali nakon bitke kod El Alameina otpor se raspao.

## Vanjske poveznice
- (tal.)Poštanske marke AOI-a  Arhivirana inačica izvorne stranice od 3. srpnja 2013. (Wayback Machine)